# Чемпіонат УРСР із шахів 1973
42-й чемпіонат України (УРСР) з шахів, що проходив у Дніпропетровську з 3 по 16 травня 1973 року.
Вдруге поспіль чемпіоном України став 27-річний майстер спорту Лев Альбурт (Одеса).

## Загальна інформація про турнір
Головний суддя турніру — Ю. Золотарьов (республіканська категорія, Сміла), головний секретар — В. Кунін (республіканська категорія, Дніпропетровськ).
Фінальний турнір чемпіонату України 1973 року проходив за швейцарською системою у 13 турів за участі 76 шахістів.
Не всі найсильніші шахісти України взяли участь у цьому чемпіонаті. Були відсутні усі гросмейстери, а також майстри, зокрема: М.Підгаєць, В.Жидков, Ю.Ніколаєвський.
Приблизно з середини дистанції торішній чемпіон одесит Лев Альбурт, дніпропетровець Аркадій Новопашин та львів'янин Олег Романишин помітно випередили конкурентів і нікого до самого фінішу так близько і не підпустили.
Вдруге поспіль чемпіоном України став Лев Альбурт. В його активі 11 очок, Аркадій Новопашин завершив турнір з другим результатом — 10½ очка. У чемпіона Європи серед юніорів Олега Романишина — 9½ очка.
Відставши від третього призера на очко, одразу 7 учасників набрали по 8½ очка. Розподіл місць було визначено за додатковим показником (коефіцієнт Бухгольця), зокрема: 4 місце — Л.Гофштейн, 5 — О.Вайсман, 6 — С.Губницький, 7 — Я.Курасс, 8 — В.Скоторенко, 9 — І.Фойгель, 10 — М.Файнберг.
Із 492 зіграних на турнірі партій — 364 закінчилися перемогою однієї зі сторін (74,0 %), внічию завершилися 128 партій. Дві партії не були зіграні.

### Розклад змагань

Постер чемпіонату

| - церемонія відкриття турніру — 3 травня (четвер, 19:00) - 1 тур — 4 травня (п'ятниця, 16:00) - 2 тур — 5 травня (субота, 16:00) - 3 тур — 6 травня (неділя, 16:00) - 4 тур — 7 травня (понеділок, 16:00) - 5 тур — 8 травня (вівторок, 16:00) - 6 тур — 9 травня (середа, 16:00) - 7 тур — 10 травня (четвер, 16:00) | - 8 тур — 11 травня (п'ятниця, 16:00) - 9 тур — 12 травня (субота, 16:00) - 10 тур — 13 травня (неділя, 16:00) - 11 тур — 14 травня (понеділок, 16:00) - 12 тур — 15 травня (вівторок, 16:00) - 13 тур — 16 травня (середа, 10:00) - церемонія закриття турніру — 16 травня (середа, 17:00) |

### Регламент
1. Фінал особистої першості Української РСР з шахів серед чоловіків 1973 року проводився згідно з положенням Української шахової федерації зі швейцарської системи до 13 турів;

2. Турнір проводився у Дніпропетровському обласному шаховому клубі (вул. Дзержинського, 27);

3. Час проведення 1-12 турів з 16:00 до 22:00, 13 туру з 10:00 до 16:00;

4. Контроль часу — 120 хвилин на перші 40 ходів з накопичення часу плюс 60 хвилин до закінчення партії без додаткового перериву (відкладання). Тривалість туру 6 годин на день;

5. Повідомлення про триразове повторення ходів (позиції) приймалися лише за наявності бланка із записом ходів цього учасника;

6. Погоджуватися на нічию раніше 30 ходів без дозволу суддівської колегії не дозволялося;

7. У разі рівності очок у двох або більше учасників місця визначаються (у порядку пріоритетів) за наступними додатковими показниками:
- дод 1 — за системою коефіцієнтів Бухгольца;
- дод 2 — кількість виграних партій;
- дод 3 — результат особистої зустрічі;
- дод 4 — за найкращим результатом з одним з призерів або учасником, який посів більше високе місце на турнірі;

8. Переможець чемпіонату нагороджувався призом, медаллю 1 ступеня, дипломом 1 ступеня Укрспорткомітету і йому присвоювалося звання чемпіона УРСР з шахів 1973 року. Учасники, які посіли друге та третє місця нагороджувалися медалями та дипломами Укрспорткомітету відповідних ступенів. Учасники, які посіли четверте-шосте місця нагороджувалися свідоцтвами Укрспорткомітету;

9. Жеребкування проводилися о 10:00 в готелі «Спорт». Присутність учасників на жеребкуванні не обов'язкова.

## Турнірна таблиця

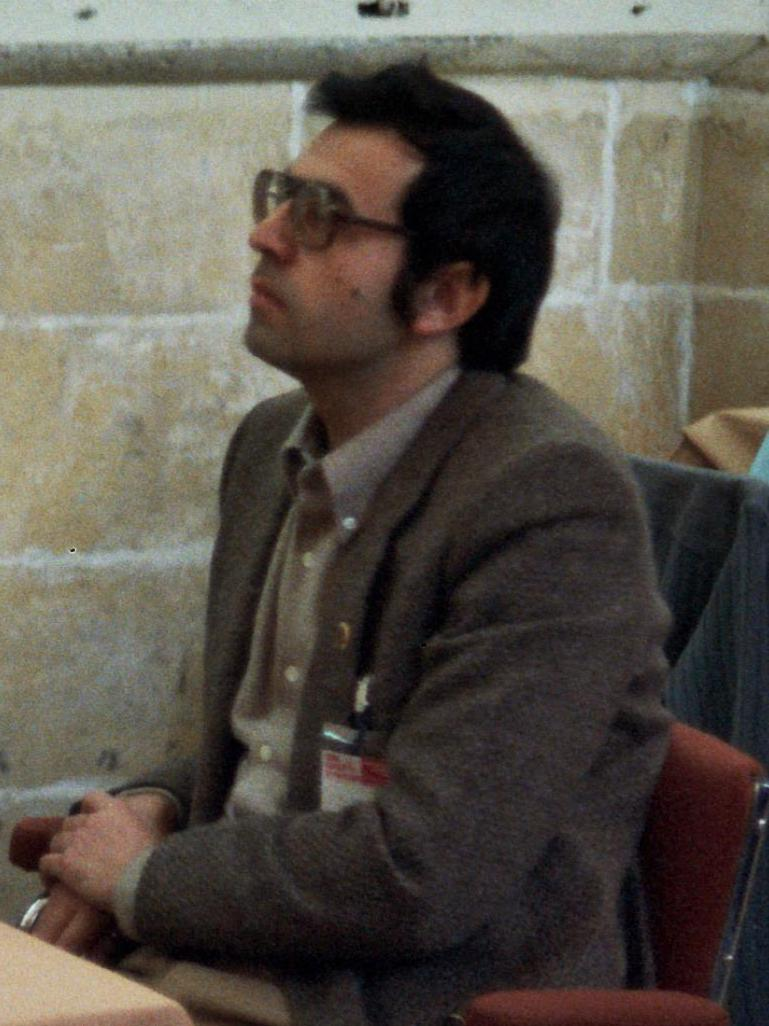
Лев Альбурт — чемпіон України (фото 1980 року)

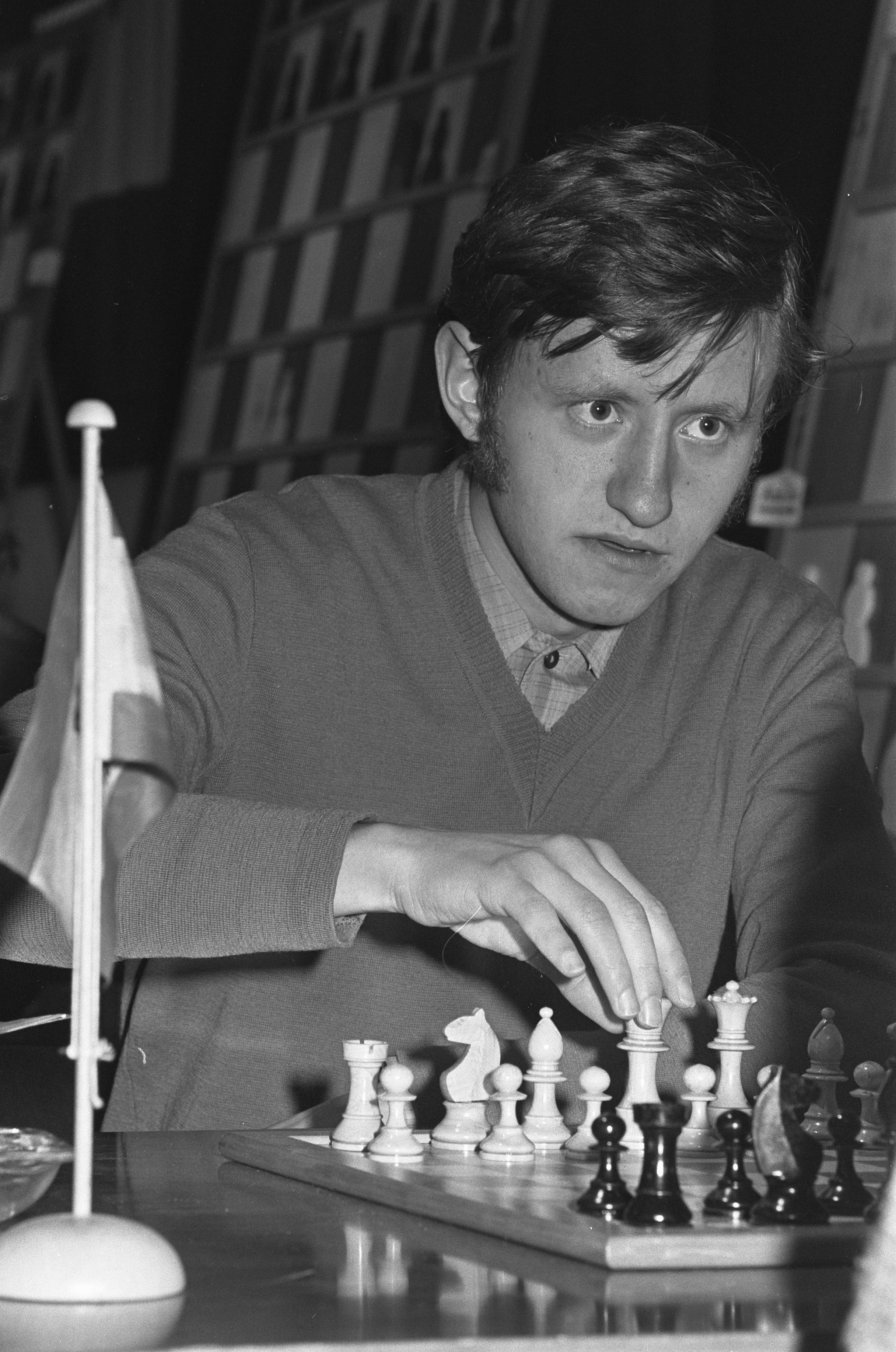
Олег Романишин — бронзовий призер (фото 1972 року)

| №  | Учасник              | Місто                 | Звання (розряд) |  | +  | −  | = | Очки | Дод1  | Місце  |
| -- | -------------------- | --------------------- | --------------- |  | -- | -- | - | ---- | ----- | ------ |
| 1  | Лев Альбурт          | Одеса                 | мс              |  | 11 | 2  | 0 | 11   |       | Gold   |
| 2  | Аркадій Новопашин    | Дніпропетровськ       | мс              |  | 9  | 1  | 3 | 10½  |       | Silver |
| 3  | Олег Романишин       | Львів                 | мс              |  | 7  | 1  | 5 | 9½   |       | Bronze |
| 4  | Леонід Гофштейн      | Київ                  | кмс             |  | 5  | 1  | 7 | 8½   | 103,5 | 4      |
| 5  | Олександр Вайсман    | Харків                | мс              |  | 6  | 2  | 5 | 8½   | 103,0 | 5      |
| 6  | Семен Губницький     | Харків                | кмс             |  | 5  | 1  | 7 | 8½   | 100,0 | 6      |
| 7  | Якір Курасс          | Київ                  | мс              |  | 5  | 1  | 7 | 8½   | 97,0  | 7      |
| 8  | Василь Скоторенко    | Горлівка              | мс              |  | 7  | 3  | 3 | 8½   | 96,0  | 8      |
| 9  | Ігор Фойгель         | Київ                  | кмс             |  | 7  | 3  | 3 | 8½   | 93,5  | 9      |
| 10 | Михайло Файнберг     | Одеса                 | кмс             |  | 7  | 3  | 3 | 8½   | 81,0  | 10     |
| 11 | Сергій Полянцев      | Донецьк               | кмс             |  | 5  | 2  | 6 | 8    | 99,0  | 11     |
| 12 | Альберт Стручков     | Крим                  | кмс             |  | 5  | 2  | 6 | 8    | 97,0  | 12     |
| 13 | Михайло Некрасов     | Львів                 | кмс             |  | 6  | 3  | 4 | 8    | 93,5  | 13     |
| 14 | Фелікс Припис        | Дніпропетровськ       | кмс             |  | 5  | 2  | 6 | 8    | 91,5  | 14     |
| 15 | Леонід Каплун        | Тернопіль             | кмс             |  | 5  | 2  | 6 | 8    | 89,0  | 15     |
| 16 | Володимир Стопкін    | Миколаїв              | кмс             |  | 5  | 2  | 6 | 8    | 86,5  | 16     |
| 17 | Леонід Зайд          | Київ                  | кмс             |  | 5  | 3  | 5 | 7½   | 99,5  | 17     |
| 18 | Мирон Шер            | Чернівці              | кмс             |  | 4  | 2  | 7 | 7½   | 98,5  | 18     |
| 19 | Юрій Червонов        | Лисичанськ            | кмс             |  | 7  | 5  | 1 | 7½   | 95,0  | 19     |
| 20 | Володимир Охотник    | Ужгород               | кмс             |  | 6  | 4  | 3 | 7½   | 92,5  | 20     |
| 21 | Віктор Гуревич       | Дніпропетровськ       | мс              |  | 5  | 3  | 5 | 7½   | 91,5  | 21     |
| 22 | Євген Чернов         | Дніпропетровськ       | кмс             |  | 7  | 5  | 1 | 7½   | 91,0  | 22     |
| 23 | Микола Шальнев       | Донецька обл          | кмс             |  | 5  | 3  | 5 | 7½   | 83,0  | 23     |
| 24 | Анатолій Лопухін     | Дніпродзержинськ      | кмс             |  | 6  | 5  | 2 | 7    | 93,5  | 24     |
| 25 | Юрій Яницький        | Львів                 | кмс             |  | 7  | 6  | 0 | 7    | 92,5  | 25     |
| 26 | Юхим Гіндін          | Харків                | кмс             |  | 5  | 4  | 4 | 7    | 91,5  | 26     |
| 27 | Микола Легкий        | Одеса                 | кмс             |  | 3  | 2  | 8 | 7    | 87,5  | 27     |
| 28 | Арнольд Захарченко   | Київ                  | кмс             |  | 5  | 4  | 4 | 7    | 86,5  | 28     |
| 29 | Євген Горшков        | Херсон                | кмс             |  | 7  | 6  | 0 | 7    | 84,0  | 29     |
| 30 | Віталій Сергеєв      | Дніпропетровськ       | кмс             |  | 6  | 5  | 2 | 7    | 83,5  | 30     |
| 31 | Марк Усачій          | Київ                  | мс              |  | 5  | 4  | 4 | 7    | 83,5  | 31     |
| 32 | Яків Лойфенфельд     | Київ                  | кмс             |  | 6  | 5  | 2 | 7    | 83,0  | 32     |
| 33 | Аркадій Шмирін       | Одеська обл           | кмс             |  | 5  | 4  | 4 | 7    | 81,0  | 33     |
| 34 | В.Соколов            | Київ                  | кмс             |  | 6  | 5  | 2 | 7    | 79,0  | 34     |
| 35 | Григорій Голяк       | Запоріжжя             | кмс             |  | 6  | 6  | 1 | 6½   | 101,5 | 35     |
| 36 | Віталій Моїн         | Вінниця               | кмс             |  | 5  | 5  | 3 | 6½   | 89,5  | 36     |
| 37 | В.Братцев            | Черкаська обл         | кмс             |  | 5  | 5  | 3 | 6½   | 87,0  | 37     |
| 38 | Вячеслав Мурашко     | Севастополь           | кмс             |  | 4  | 4  | 5 | 6½   | 82,5  | 38     |
| 39 | Олег Воловельський   | Дніпропетровськ       | кмс             |  | 3  | 3  | 7 | 6½   | 80,0  | 39     |
| 40 | Геннадій Шикіда      | Київ                  | 1               |  | 4  | 4  | 5 | 6½   | 78,5  | 40     |
| 41 | Олександр Вінер      | Київ                  | кмс             |  | 4  | 4  | 5 | 6½   | 73,5  | 41     |
| 42 | В.Вінкель            | Донецька обл          | мс              |  | 5  | 5  | 3 | 6½   | 72,5  | 42     |
| 43 | Валерій Тельман      | Херсон                | кмс             |  | 4  | 5  | 4 | 6    | 95,0  | 43     |
| 44 | Сергій Куцин         | Київ                  | кмс             |  | 3  | 4  | 6 | 6    | 92,5  | 44     |
| 45 | Володимир Грохотов   | Полтава               | мс              |  | 5  | 6  | 2 | 6    | 91,5  | 45     |
| 46 | Едуард Случевський   | Львівська обл         | кмс             |  | 2  | 3  | 8 | 6    | 87,5  | 46     |
| 47 | Віталій Константинов | Запорізька обл        | кмс             |  | 2  | 3  | 8 | 6    | 85,0  | 47     |
| 48 | В.Попов              | Одеська обл           | кмс             |  | 2  | 3  | 8 | 6    | 82,5  | 48     |
| 49 | Леонід Волков        | Донецьк               | кмс             |  | 6  | 7  | 0 | 6    | 80,5  | 49     |
| 50 | Едуард Занузданний   | Донецька обл          | кмс             |  | 4  | 5  | 4 | 6    | 79,0  | 50     |
| 51 | Павло Любенко        | Київська область      | кмс             |  | 6  | 7  | 0 | 6    | 75,5  | 51     |
| 52 | І.Степічев           | Київ                  | кмс             |  | 5  | 6  | 2 | 6    | 74,0  | 52     |
| 53 | Олександр Конопленко | Донецьк               | кмс             |  | 6  | 7  | 0 | 6    | 71,5  | 53     |
| 54 | Євген Чумак          | Дніпропетровськ       | кмс             |  | 4  | 6  | 3 | 5½   | 83,5  | 54     |
| 55 | Л.Насіковський       | Кіровоградська обл    | кмс             |  | 5  | 7  | 1 | 5½   | 82,5  | 55     |
| 56 | М.(?) Зубарєв        | Сумська обл           | кмс             |  | 5  | 7  | 1 | 5½   | 76,5  | 56     |
| 57 | Борис Клюкін         | Селидове              | мс              |  | 4  | 6  | 3 | 5½   | 75,5  | 57     |
| 58 | А.(?) Анікін         | Полтавська обл        | кмс             |  | 5  | 7  | 1 | 5½   | 74,5  | 58     |
| 59 | М.Ройзман            | Кіровоградська обл    | кмс             |  | 4  | 6  | 3 | 5½   | 68,5  | 59     |
| 60 | Леонід Мельниченко   | Чернігівська обл      | кмс             |  | 4  | 7  | 2 | 5    | 86,0  | 60     |
| 61 | Валерій Коштенко     | Хмельницький          | кмс             |  | 4  | 7  | 2 | 5    | 81,0  | 61     |
| 62 | Володимир Чубар      | Київ                  | кмс             |  | 3  | 6  | 4 | 5    | 78,0  | 62     |
| 63 | Й.Бристовецький      | Чернівецька обл       | кмс             |  | 1  | 4  | 8 | 5    | 76,0  | 63     |
| 64 | І.Мислюк             | Івано-Франківськ      | кмс             |  | 5  | 8  | 0 | 5    | 74,5  | 64     |
| 65 | М.Анохов             | Кримська обл          | кмс             |  | 5  | 8  | 0 | 5    | 74,0  | 65     |
| 66 | Юрій Бойдман         | Житомир               | кмс             |  | 5  | 8  | 0 | 5    | 64,5  | 66     |
| 67 | Валентин Євтушенко   | Сумська обл           | кмс             |  | 4  | 7  | 2 | 5    | 63,0  | 67     |
| 68 | М.Сорохтей           | Івано-Франківська обл | 1               |  | 3  | 7  | 3 | 4½   | 85,5  | 68     |
| 69 | М.Фридинський        | Донецька обл          | кмс             |  | 3  | 7  | 3 | 4½   | 75,5  | 69     |
| 70 | Володимир Гергель    | Дніпропетровськ       | мс              |  | 4  | 8  | 1 | 4½   | 72,5  | 70     |
| 71 | М.Мельц              | Дніпропетровськ       | кмс             |  | 4  | 8  | 1 | 4½   | 64,0  | 71     |
| 72 | А.(?) Бобров         | Донецька обл          | кмс             |  | 3  | 8  | 2 | 4    | 82,5  | 72     |
| 73 | А.(?) Прокопчук      | Закарпатська обл      | кмс             |  | 3  | 8  | 2 | 4    | 75,0  | 73     |
| 74 | Іван Гордієнко       | Київська обл          | кмс             |  | 4  | 9  | 0 | 4    | 60,5  | 74     |
| 75 | А.(?) Шелудченко     | Черкаська обл         | 1               |  | 2  | 9  | 2 | 3    |       | 75     |
| 76 | М.Заворотько         | Рівненська обл        | 1               |  | 1  | 10 | 2 | 2    |       | 76     |